# Slivoň žláznatá

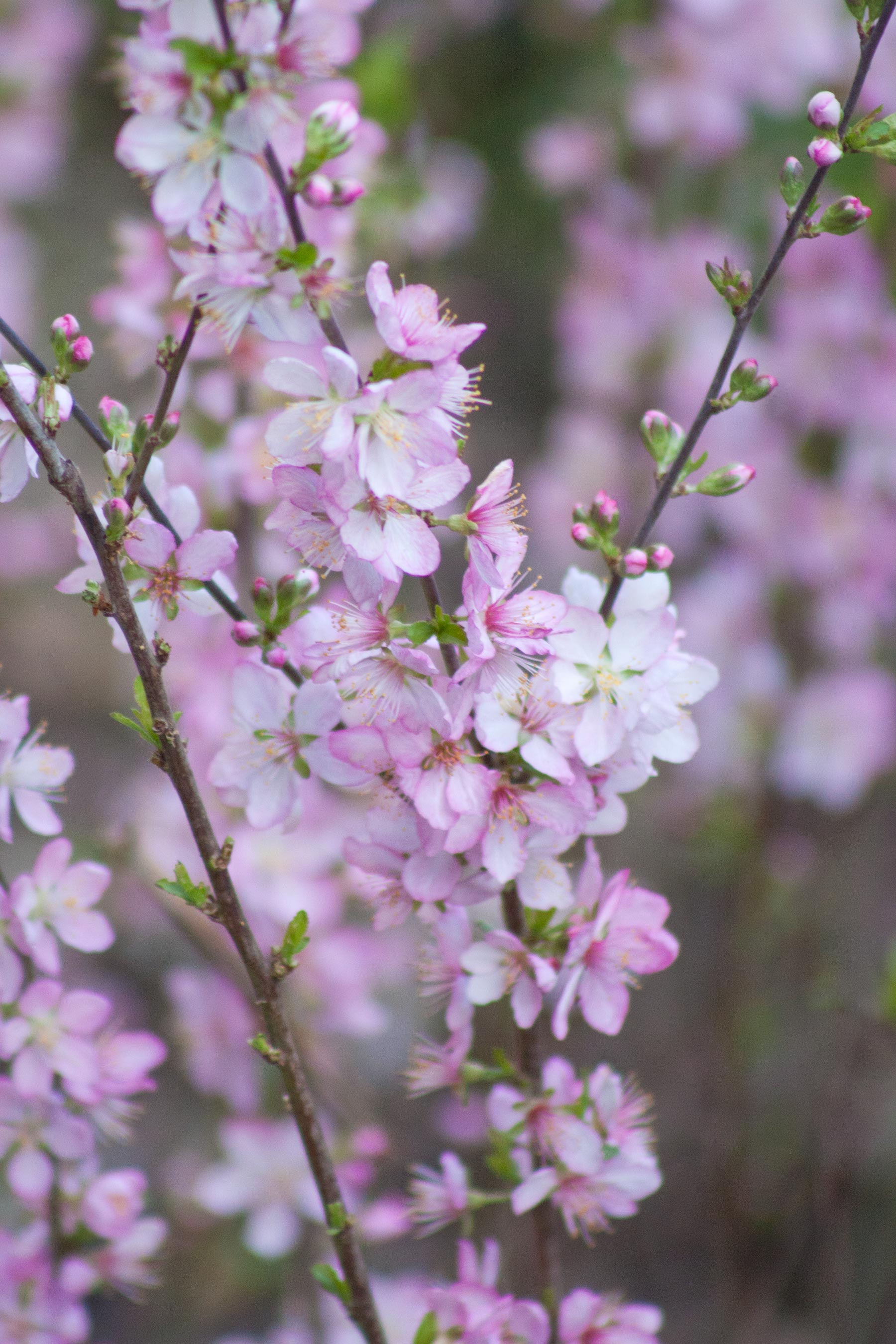
Keř s přírodními jednoduchými květy

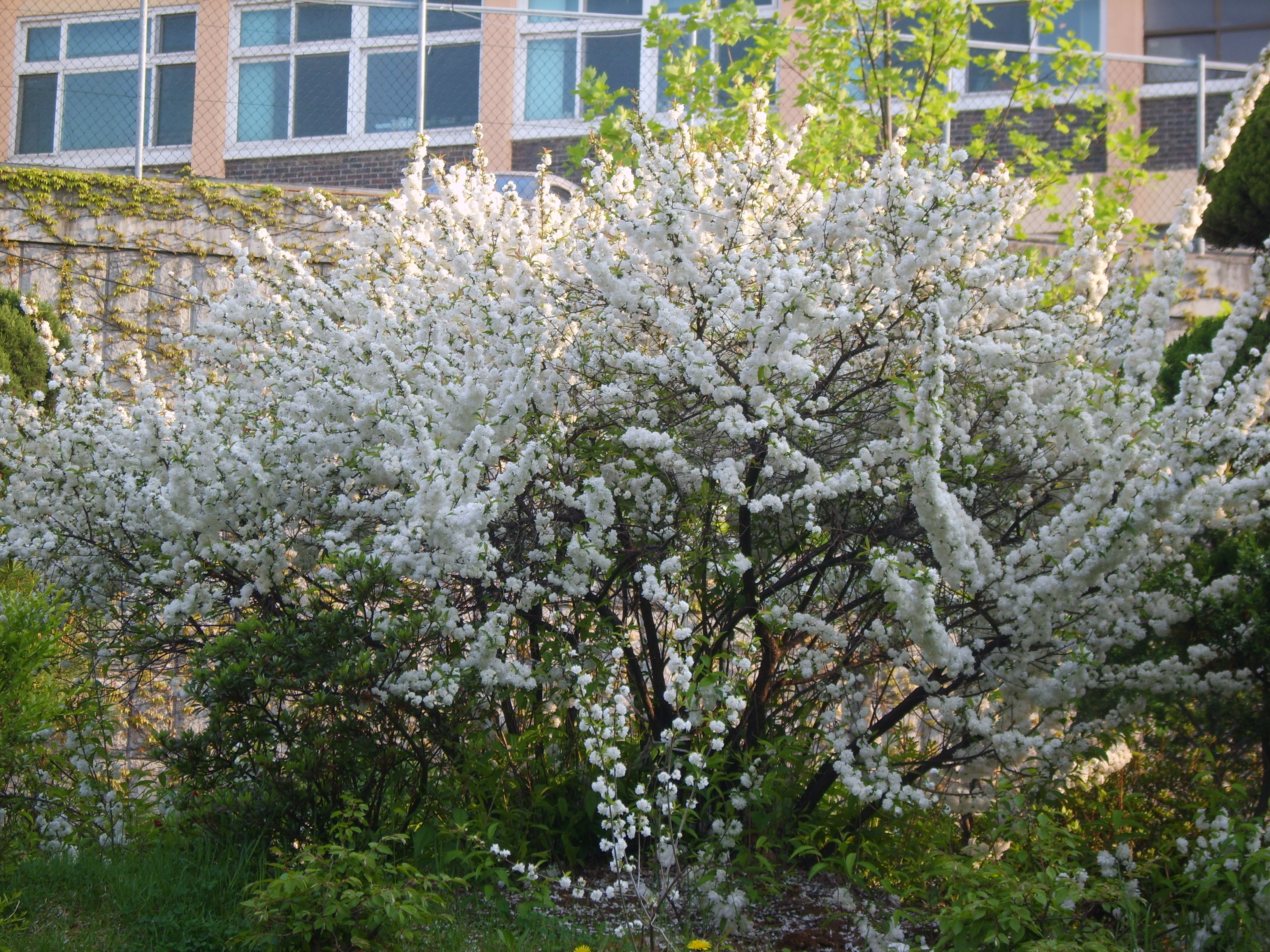
Kultivar 'Alba Plena'

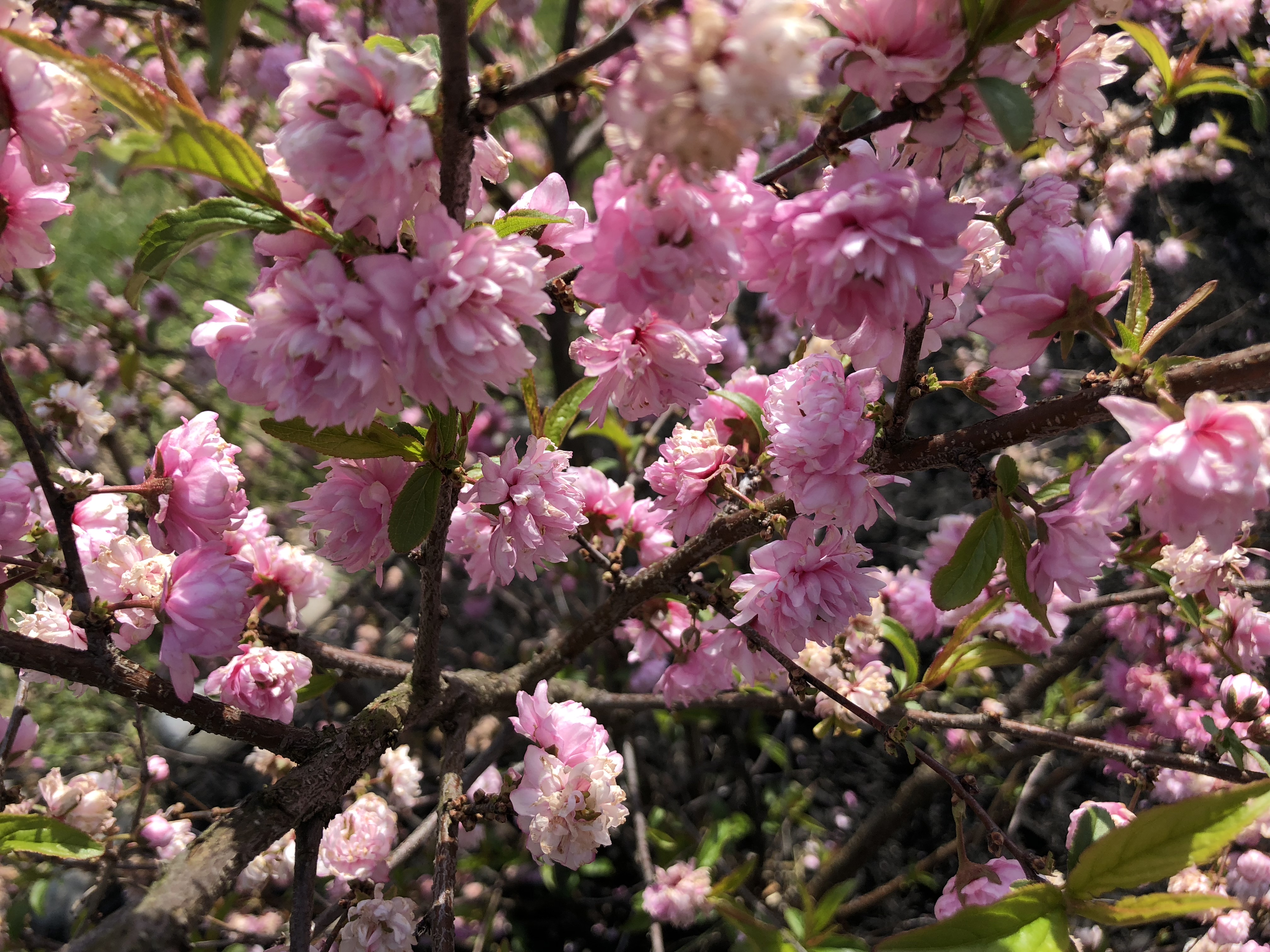
Kultivar 'Rosea Plena'

Slivoň žláznatá (Prunus glandulosa) je nevysoký opadavý keř pěstovaný pro své bílé či růžové květy. Vysazuje se jako nenáročná beztrnná dřevina do okrasných zahrad a její kvetoucí ratolesti se používají také jako řezané květiny k výzdobě interiéru. Je rostlinou nenáročnou na půdu a dobře snášející zimní nízké teploty.

## Rozšíření
Tento druh z širokého rodu slivoň pochází z východní Asie. Původní areál druhu 
se rozkládá ve střední a jižní Číně, v provinciích An-chuej, Če-ťiang, Fu-ťien, Che-nan, Chu-nan, Chu-pej, Jün-nan, Kuang-si, Kuang-tung, Kuej-čou, S’-čchuan, Šan-tung, Šen-si, Ťiang-su a dále v Severní a Jižní Koreji. Druhotně se na východě kontinentu rozšířil do Japonska a na ruský Dálný východ.
V Evropě, kam byla rostlina dovezená z Číny okolo roku 1835, se však příliš nešířila. Dostala se však do obliby zahradníkům na severoamerickém kontinentu, ve Spojených státech a v Kanadě, kde byla na četných místech vysazována. Docela se jí tam dařilo a koncem 20. století již mnohde roste na opuštěných parcelách jako zplanělá dřevina. Je tomu tak hlavně ve státech Alabama, Iowa, Michigan, Severní Karolína a také za hranicemi v Kanadě v provincii Ontario. V Česku bývá pěstována jen řídce, k vidění je například v Botanické zahradě hlavního města Prahy nebo Botanické zahradě v Teplicích.

## Ekologie
Zpravidla volně vyrůstá v přírodě po okrajích cest, podél plotů, jako hranice na opuštěných místech a nejednou i na místech, kam byla po vyklučení vyvezena. Ráda odnožuje, hlavně po poranění kořene, a proto často při déletrvajícím růstu bez dozoru vytváří houštiny.
Vyhovuje jí zemina raději sušší než často zaplavovaná vodou, v živinami bohatější mívá mohutnější vzrůst. Preferuje půdu spíše vápnitou, při nedostatku vápna trpí chlorózou, obdobně jako při silném převápnění. Často se vyskytuje na suchých kamenitých svazích i mezi skalisky, zhusta na otevřených slunných místech i po okrajích světlých listnatých lesních porostů. Obvykle roste v nadmořské výšce od 800 do 2300 m n. m. V závislosti na stanovišti kvete od konce března až po začátek května.
Keř slivoně žláznaté je v případě silného oslabení, např. po poškození kůry zimním okusem zvěře, zvláště náchylný k intenzivnímu napadení houbami. Nejednou to bývají zástupci rodu václavka (Armillaria) z řádu lupenotvarých (Agaricales). Základní chromozomové číslo druhu x = 8.

## Popis
Opadavý listnatý keř zaobleného vzhledu, jenž je u země užší a vyrůstá obvykle do výšky 50 až 150 cm, občas i do 200 cm. Jeho letorosty jsou zprvu mírně chlupaté a později se stávají lysými, pupeny bývají asi 1,5 mm velké a jsou kryté tupými šupinkami.
Listy vyrůstají střídavě na asi 0,5 cm dlouhých řapících, jsou podlouhle vejčité až kopinaté, dlouhé od 3 po 9 cm a široké 1 až 2,5 cm, bázi mají klínovitou až tupou a na konci jsou ostré či zahrocené. Po obvodě bývají vroubkovaně pilovité, jejich zuby jsou tupé a žláznaté, na svrchní straně jsou lysé a na spodní jsou podél středních žeber a žilek mírně chlupaté. Šídlovité listeny se žláznatým okrajem jsou dlouhé až 1 cm.
Květy vyrůstají na 1 cm stopkách jednotlivě nebo ve dvoukvětých svazečcích, jsou pětičetné, oboupohlavné, vonné a kvetou při rašení listů. Češule je zvonkovitá, zevně lysá či slabě chlupatá, kališní lístky jsou vejčité, široké až 5 mm, lysé či slabě chlupaté. Korunní lístky jsou bílé nebo růžové, eliptické a velké 8 až 12 mm, jejich drápky jsou načervenalé. Gyneceum květu má jeden plodolist, svrchní semeník je lysý a čnělka nesoucí bliznu je přímá. Četné volné tyčinky mají žluté prašníky s pylem, mezi bázemi semeníku a tyčinek jsou nektaria s nektarem, odměnou pro opylovače, kterým bývá blanokřídlý hmyz.
Květní obal i češule po odkvětu opadají a vajíčko v semeníku dozraje v plod, což je vejčitá poživatelná peckovice velká asi 1 cm. Vyrůstá na žláznaté stopce, na povrchu je hladká, ve zralosti tmavě červená a uvnitř v dužině má velké semeno. Plody se nejčastěji používají konzervované či nakládané v sirupu.

## Rozmnožování
Přestože má rostlina plodná semena, používá se generativní rozmnožování semeny převážně jen při šlechtění nových kultivarů. I přes studenou stratifikaci trvá někdy jejich vyklíčení až osmnáct měsíců.
Množí se proto nejčastěji vegetativně, měkkými bylinnými řízky odebíranými počátkem června nebo řízky z polovyzrálého dřeva s patkou starého od července do srpna, obé za pomoci stimulátoru běžně zakořeňují. Mladé semenáče je vhodné přes prvou zimu pěstovat na chráněném místě a na trvalé stanoviště vysadit až počátkem léta. Keř lze také rozmnožit hřížením, kdy se starší větev přihrne na jaře hlínou, jež se průběžně udržuje mírně vlhká.

## Význam
Slivoň žláznatá se nejčastěji pěstuje jako okrasná květina, hlavně vyšlechtěné plnokvěté kultivary. Je to praktické využití genetické odchylky, kdy rostliny místo tyčinek a pestíků mají zmnožené okvětní lístky. Tyto dřeviny se vysazují ve skupinách nebo jako solitéry, případně se z nich vytvářejí živé ploty. Pro pravidelné bohaté kvetení je nutno keř mimo hnojení průběžně zmlazovat, snáší dobře i hluboký řez. Obvykle se pěstují oblíbené plnokvěté kultivary: sněhově bílý 'Alba Plena' a světle růžový 'Rosea Plena'.
Rostlina se někdy pěstuje pro jedlé plody, které však bývají nevalné chuti. Semena a mladé výhonky obsahuje kyanogenní glykosidy, zejména amygdalin obsažený v semenech plodů a prunasin v listech a kůře větviček, které se rozkládají v trávicím traktu a uvolňují kyanid. Tato látka je v malé dávce prospěšná, stimuluje dýchání, zlepšuje trávení a podporuje pocit pohody. Ve větším množství je extrémně jedovatou sloučeninou, která může zapříčinit lapání po dechu, slabost, vzrušení, rozšíření zornic, křeče, selhání dýchání a kóma vedoucí ke smrti.
Listy keře se živí housenky motýla otakárka ovocného (Iphiclides podalirius), který žije jak ve Spojených státech amerických, tak i v Česku.
Stupeň ohrožení slivoně žláznaté podle IUCN není uveden, nejsou data (DD).